# 胡楊林
胡楊林（1981年2月6日—），中國大陸女歌手，出生於湖北省宜昌市一個普通工薪家庭，湖北美術學院美術學系本科畢業，并于清华大学进修，在2005年憑歌曲《香水有毒》而迅速走紅。

## 演藝事業
1999年考入湖北美術學院美術學系，從事美術專業學習，接受高等的藝術熏陶。在校期間和校友組建樂隊並擔任主唱，以一首民謠歌曲《蟲子》響譽校園，曾是美院裡面各種文藝活動炙手可熱的校園歌手和校園廣播站的記者。2009就讀於清華大學（職業經理人研修班）。胡楊林畢業後到北京發展，從事演藝幕後工作，一次為《老鼠愛大米》原唱王啟文任和聲配唱時，被「太格印象」老板王虎賞識，並簽約為旗下歌手。
2003年，曾經就職於CCTV－6（中央電視台電影頻道）《中國電影報道》擔任記者與欄目編導。2005年底，胡楊林的首張個人專輯《有故事的女人——胡楊林：香水有毒》仍未正式發行，由王啟文製作的宣傳單曲，已在網絡上迅速傳播，並進入多個知名音樂排行榜，令胡楊林人氣急升。其後，台灣著名音樂人江建民，親自為胡楊林監製《香水有毒》與《再見Goodbye》兩首主打歌，並首度開腔錄製英文歌《When I See You Smile》。
2006年6月26日，《有故事的女人——胡楊林：香水有毒》正式發行，胡楊林憑主打歌《香水有毒》迅速走紅。
2007年10月，胡楊林推出第二張個人專輯《我們的故事》，主打歌《她的空房間》、《寬恕無罪》等都在各大排行榜中表現不俗，更收錄了唯一的快歌《製造奇跡》。
2008年12月，第三張個人專輯《與幸福有關》推出，胡楊林以短髮新印象示人，主打歌有《與幸福有關》、《喜歡》、《煙花翩翩》等。
2016年3月15日，与江建民在武汉领证结婚。

## 專輯
- 2005年12月20日：《香水有毒》宣傳單曲
- 2006年6月26日：《有故事的女人——胡楊林 香水有毒》(首張個人專輯)
- 2006年9月26日：《近水樓台的月亮》EP
- 2006年12月20日：《留住冬天》EP
- 2007年8月20日：《每當你抱著我》EP
- 2007年10月25日：《我們的故事》
- 2008年12月22日：《與幸福有關》
- 2011年6月7日：《愛上了癮》EP

## 外部連結
- 胡楊林的新浪微博
- 胡楊林新浪博客 （页面存档备份，存于）